# Kerekes János (zeneszerző)
Kerekes János (Budapest, 1913. április 18. – Budapest, 1996. augusztus 16.) zeneszerző, karmester. Neve ma főként az 1950-es évek legsikeresebb magyar operettjének, az Állami Áruháznak a komponistájaként él.

## Élete
Magánúton tanult zeneszerzést Weiner Leónál, a karmesterképzőt a berlini zeneművészeti főiskolán Julius Prüver növendékeként végezte 1931 és '33 között. A német fővárosban naponta hallotta a kor legkiválóbb dirigenseinek, például Otto Klemperernek a koncertjeit. A náci hatalomátvétel miatt el kellett hagynia a várost. Pályája elején zongorakísérőként dolgozott, gyakori kamarapartnere volt Telmányi Emilnek. Az 1936–37-es évadtól a budapesti Operában kapott korrepetitori állást. Innen 1939-ben a magyar zsidótörvények miatt menesztették. 1942-ben munkaszolgálatra hívták be. Az érkező szovjet csapatok fogságába esett, egy temesvári táborba internálták. Itt zenekart szervezett a fogolytársakból. A felszabadulás után, 1946-ban kerülhetett csak vissza az Operaházba. Ekkor már karmesterré léptették elő. Humperdinck Jancsi és Juliskájának vezénylésével debütált. Főként az olasz repertoárban tevékenykedett, elsősorban vígoperákat és operetteket vezényelt. 1981-ben nyugdíjazták. (1998-ban örökös tag címet kapott, posztumusz.) Dalszínházi munkájával párhuzamosan, 1952-től 1957-ig a Honvéd Művészegyüttesnél töltött be irányító posztot, ezt az állását feladva az induló Magyar Televízió zenei „rovatának” lett vezetője, később a komolyzenei műsorok felelőse 1976-ig. Számtalan ismeretterjesztő és portréműsor készült felügyeletével. Egy ideig a Zeneművész Szakszervezetnek is elnöke volt.
Farkas Ferenccel, Fényes Szabolccsal a magyar operettszerzők utolsó generációját alkották. Négy színpadi műve mellett több, az ötvenes–hatvanas években népszerű műfajba, a rádióoperettbe tartozó darabot komponált. Számos slágerré vált rövid darabot is írt, például Ambrózy Ágoston szövegére az Elszegődnék Budapestre mackónak című gyermekdalt (1959).

## Művei

### Operettek
- Palotaszálló ISWC kód T-007.110.650-7 (1951, Bródy Tamással, Romhányi József, Szenes Iván, Várnai Zseni, Békeffi István, Kellér Dezső és Méray Tibor librettója)
- Állami Áruház (1952, Barabás Tibor és Gádor Béla librettója)
- Kard és szerelem ISWC T-007.005.732-7 (1957, Romhányi József és Semsei Jenő librettója)
- Boldogságfelelős (1957, rádióoperett, Romhányi József és Tóth Miklós librettója)
- A majlandi tornyok ISWC T-007.005.733-8 (1961, rádióoperett, Erdődy János librettója)
- Hófehérke és a hét óriás (1964, rádióoperett, Kristóf Károly librettója)
- A szépség nem minden (1967, rádióoperett, Romhányi József és Tóth Miklós librettója)
- A hazug (1972, Mészöly Dezső librettója)
- Sárgarigó és az alkirály (1977, rádióoperett, Hárs László librettója)

### Filmzenék
- Déryné ISWC kód T-007.206.216-8 (1951, Polgár Tiborral)
- Nyugati övezet (1952)
- Állami Áruház ISWC T-007.143.220-6 (1953, Fényes Szabolccsal)
- Irány Mexikó! (1968, tv)
- Házasodj, Ausztria! ISWC T-007.110.644-9 (1970, tv)

## Vezénylései
| - Berté: Három a kislány - D'Albert: Hegyek alján - Donizetti: Szerelmi bájital - Farkas Ferenc: Csínom Palkó - Humperdinck: Jancsi és Juliska - Kacsóh Pongrác: János vitéz - Kodály: Háry János... | - Millöcker: A koldusdiák - Puccini: Gianni Schicchi - Puccini: Turandot - Saint-Saëns: Sámson és Delila - Johann Strauss d. S. : A denevér - Verdi: Falstaff |

## Díjai, elismerései
- 1953 – Erkel Ferenc-díj, III. fokozat
- 1956 – Kiváló Szolgálatért érdemérem (a honvédségi munkáért)
- 1970 – SZOT-díj
- 1971 – Érdemes Művész
- Munka Érdemrend arany fokozat
- Szocialista Magyarországért Érdemrend
- 1998 – A Magyar Állami Operaház örökös tagja (posztumusz)

## Külső hivatkozások
- Száz éve született az Állami Áruház zeneszerzője Archiválva 2016. október 19-i dátummal a Wayback Machine-ben = Magyar Nemzet online 2013. április 18.
- Rádiólexikon
- PORT.hu (keverve van egy Kerekes János színésszel)
- MaNDA
- Az Állami Áruház 1976-os felújításáról
- Elszegődnék Budapestre mackónak (szöveggel)
- Sziklai Dezső: Kerekes János Erkel Ferenc-díjas zeneszerző. Europeana. (Hozzáférés: 2014. október 14.)